# Bimm (merk)
Bimm (of Motobimm) is een historisch Italiaans merk van bromfietsen en lichte motorfietsen.
De bedrijfsnaam was: (Bimotor) Motori Bimm, eig. José Becocci, later Bimotor, Firenze.
Dit was een Italiaanse fabriek die vanaf 1972 vooral bromfietsen met Minarelli-motoren maakte, die onder de naam Bimm maar ook onder de naam Motobimm verkocht werden. Daarnaast produceerde men ook 125cc-cross- en trialmotoren.